# Wakayama (stad)

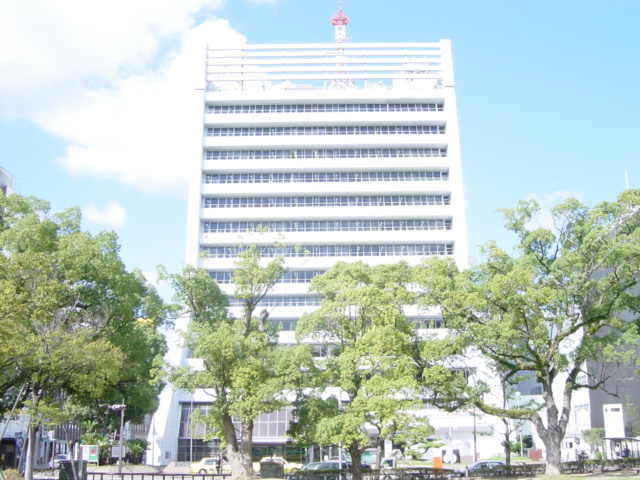
Het stadhuis van Wakayama

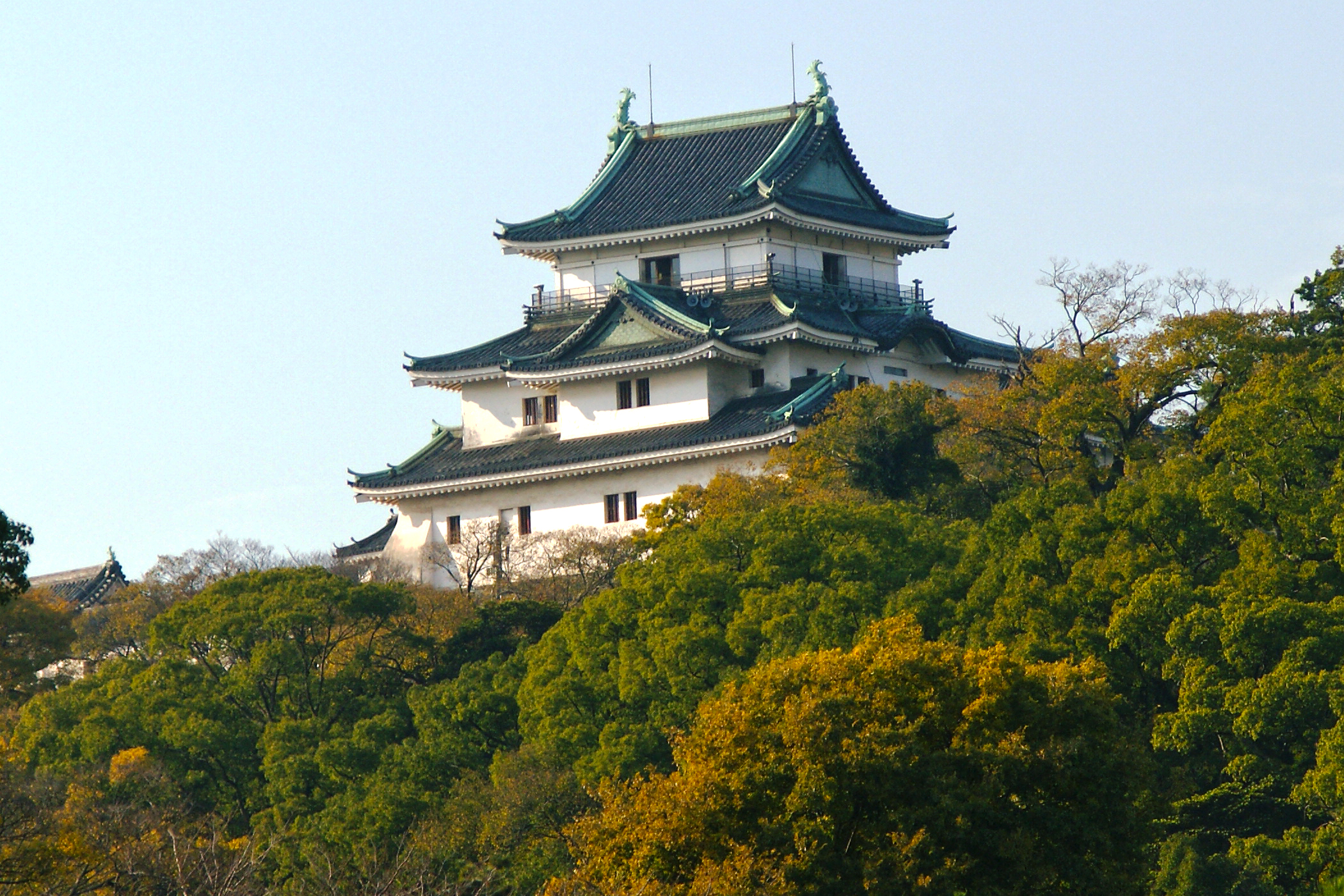
Kasteel Wakayama

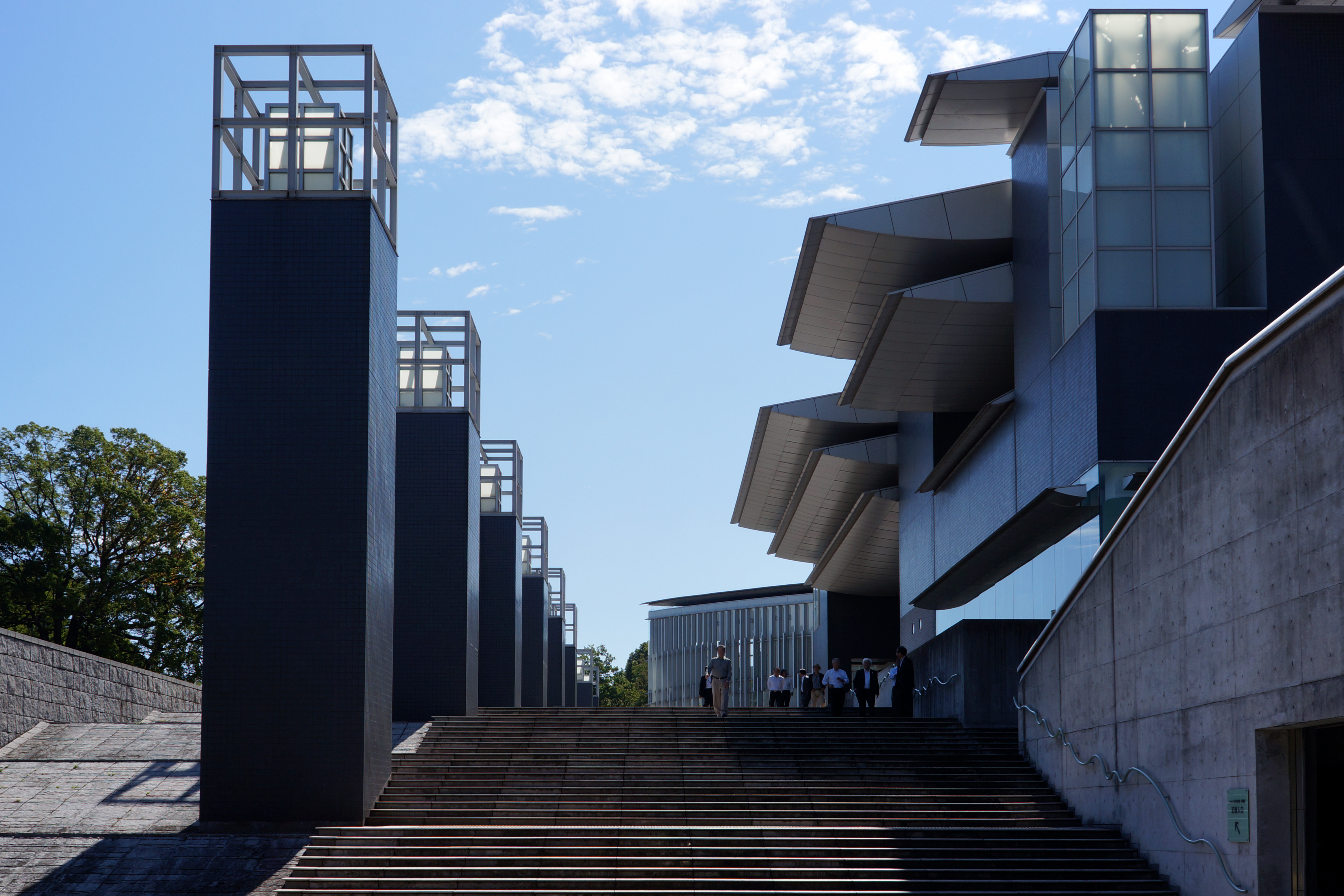
Museum van moderne kunst van Wakayama

Wakayama (Japans: 和歌山市, Wakayama-shi) is de hoofdstad van de Japanse prefectuur Wakayama op Honshu, het hoofdeiland van Japan. De stad ligt aan de monding van de Kinokawa en wordt door deze rivier in tweeën gedeeld. Het aantal inwoners bedraagt 372.175 (2008).

## Geschiedenis
Wakayama werd op 1 april 1889 een stad (shi).Voordien heette Wakayama Kinokuni.
Sinds 1 april 1997 heeft Wakayama de status van kernstad (中核市, chūkaku-shi).

## Bezienswaardigheden
- Kasteel Wakayama : In het midden van de stad bevindt zich Wakayama-jō (和歌山城), een kasteel dat op de top van de berg Torafusu is gebouwd.
- Museum van moderne kunst van Wakayama (和歌山県立近代美術館,Wakayama-kenritsu kindai bijutsukan)
- Prefecturaal museum van Wakayama (和歌山県立博物館, Wakayama-kenritsu hakubutsukan)
- Kishū Tōshōgū (shintoschrijn)
- Hanayama onsen
- Kadāwashima onsen

## Onderwijs
De stad telt een universiteit, de Universiteit van Wakayama en een instituut voor medische opleidingen.

## Economie
Naast werktuigbouw bevindt zich in de stad Wakayama katoen-, leer- en farmaceutische industrie.
Sumitomo produceerde staal in Wakayama, maar de productie is verplaatst naar de Volksrepubliek China en de hoogovens van Wakayama zijn gesloten.

## Verkeer
- Wegen:

Wakayama ligt aan de Hanwa-autosnelweg en aan de volgende autowegen
- Autoweg 24 (richting Kyoto)
- Autoweg 26  (richting Osaka)
- Autoweg 42 (richting Hamamatsu)
- Trein :
  - JR West: Station Wakayama
    - Hanwa-lijn
    - Kisei-lijn
    - Wakayama-lijn

  - Wakayama Electric Railway : Station Wakayama
    - Kishigawa-lijn

  - Nankai Electric Railway :
    - Nankai-lijn
    - Kada-lijn
    - Wakayamako-lijn

## Aangrenzende steden en gemeenten
- Kinokawa
- Kainan
- Iwade

## Partnersteden
Wakayama heeft een stedenband met :
- Bakersfield (Californië), Verenigde Staten (sinds 14 juli 1961)[1]
- Richmond (Brits-Columbia), Canada (sinds 31 maart 1973)
- Jeju, Zuid-Korea (sinds 14 januari 1983)
- Jinan, Volksrepubliek China (sinds 12 november 1987)

## Geboren in Wakayama
- Hyde, zanger van L'Arc~en~Ciel
- Tomoko Mukaiyama, pianiste
- Yoshimune Tokugawa, de achtste Tokugawa-shogun
- Yoichi Higashi, filmregisseur
- Sawako Ariyoshi, schrijfster
- Takao Saito, mangaka (striptekenaar)